# 岡本伸章
岡本 伸章（1978年9月20日 - ）は、日本の経営者、プロデューサー。

## 人物・来歴
愛知県知多市出身。
サラリーマンの父と美容師の母を持つ次男。
名古屋学院大学経済学部を卒業後、株式会社やすい家具入社。
学生時代から活動していたロックバンドとサラリーマンの両立の生活の中、2003年にロックバンドの解散を経てクラウンレコードに入社。
2006年、クラウンレコードを退社。同年、blowgrowに入社。
2008年、同社の取締役就任。
2013年、親会社の株式会社オフィスウォーカー代表取締役に就任。
松崎しげる主催のエンタメ音楽フェス「黒フェス」の立ち上げメンバーでもある。